# 芒斯南利泽尔讷
芒斯南利泽尔讷（法語：Mancenans-Lizerne，法語發音：[mɑ̃snɑ̃ lizɛʁn]）是法国杜省的一个市镇，位于该省东部，汝拉山区，属于蒙贝利亚尔区。

## 地理
芒斯南利泽尔讷（47°15'40"N, 6°46'41"E）面积6.09 平方千米，位于法国勃艮第-弗朗什-孔泰大區杜省，该省份为法国东部内陆省份，北起上索恩省，西接汝拉省，东部及东南部与瑞士接壤，东北部与贝尔福地区省接壤。
与芒斯南利泽尔讷接壤的市镇（或旧市镇、城区）包括：莱布雷瑟、蒙德武涅、奥尔让-布朗什方丹。
芒斯南利泽尔讷的时区为UTC+01:00、UTC+02:00（夏令时）。

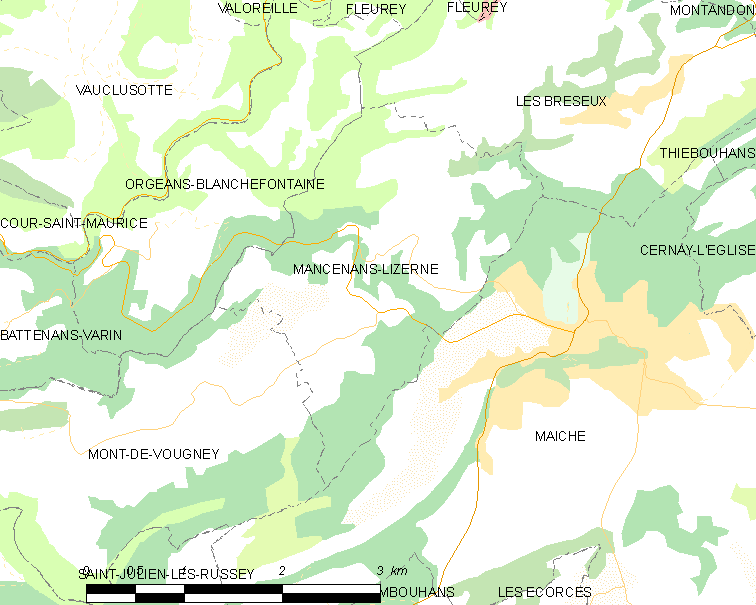
芒斯南利泽尔讷的OSM定位图

## 行政
芒斯南利泽尔讷的邮政编码为25120，INSEE市镇编码为25366。

## 政治
芒斯南利泽尔讷所属的省级选区为迈什县。

## 人口

1962-2008年间芒斯南利泽尔讷人口变化图示

芒斯南利泽尔讷于2022年1月1日时的人口数量为184人。